# Fabchannel
Fabchannel.com, con sede principal en Ámsterdam, era la plataforma de vídeo en línea internacional por excelencia para la música en directo, cuya razón de ser era la promoción de nuevas bandas que no captaban la atención de la 'mass media'. El proyecto fue creado por Justin Kniest en el año 2000 en colaboración con la empresa proveedora de Internet XS4ALL y la compañía N.O.B. de tele-retransmisiones.
El ámbito de trabajo y difusión de Fabchannel se desarrolla mayoritariamente en Internet. A través de la página web Fabchannel.com, desde donde eran retransmitidas, mediante la más alta tecnología de vídeo stream, actuaciones musicales en directo. Fabchannel también disponía del mayor archivo en línea de vídeos de conciertos en la red y el acceso a este era totalmente gratuito. Fabchannel trabaja con diversas salas de conciertos entre las que destacan: Melkweg en Ámsterdam, The Roxy en Los Ángeles, Apolo, Bikini, Salamandra en Barcelona... y Paradiso en Ámsterdam, que es sede de Fabchannel, donde se realizan la mayor parte de sus grabaciones y dónde se encuentran los estudios de realización (live stream), posproducción y sonido.
Con más de 1000 vídeos en línea de conciertos, festivales, performances, teatro y lecturas (+ de 2000 en total on y offline), Fabchannel ha construido el archivo de vídeos de conciertos más completo y visitado del mundo, siendo su videoteca un auténtico tesoro de la música contemporánea en vivo. Artistas como Bloc Party, Echo and the Bunnymen, the Arcade Fire, Sonic Youth, Editors, dEUS, Mike Patton, B.R.M.C., Paul Weller, Madness, Primal Scream, MGMT, Infadels, Eli 'Paperboy' Reed, Marcus Miller, Richard Ashcroft, Digitalism, Danko Jones, Ojos de Brujo, The Sunday Drivers, The Libertins, Astrud, Calexico, Bebel Gilberto, Lori Meyers, Cocorosie, The Presets, Doves, Ice Cube, Amy Macdonald, Duffy, Keane, Of Montreal, Nightwish, Pennywise, Buzzcocks, Lilly Allen, The Ipanemas...
En noviembre de 2007, el Ayuntamiento de la ciudad de Ámsterdam se convirtió en accionista del proyecto de Fabchannel, adquiriendo un 25% de las acciones. En febrero de 2008, Fabchannel y Universal Music International anunciaron la firma de un acuerdo para la explotación a nivel internacional, grabación y difusión de vídeos de conciertos de bandas pertenecientes a este sello discográfico. Así Universal se unió a la larga lista de compañías discográficas que confían en la calidad del trabajo de Fabchannel y ceden los derechos de grabación de sus bandas. Entre esas discográficas se encuentran Excelsior, Epitaph, V2... y muchas otras.
Desde 2008 Fabchannel empezó a ofrecer un portal en castellano y empezaba a operar en España como canal en línea temático, exportando música made in Spain y distribuyéndola por todo el mundo, The Sunday Drivers, Lori Meyers, Dorian, Mujeres, Lek-Mun, The Last 3 Lines, The Lions constellation, Ojos de Brujo, Nosotrash, Astrud...
A principios de marzo de 2009, los directivos e inversores de la empresa holandesa decidieron poner fin total a la actividad del canal en línea y de la productora audiovisual a causa de la perspectiva de negocio negativo debido a la crisis en la inversión publicitaria (fuente de ingresos del canal) y la poca colaboración de las majors discográficas con la labor de promoción en línea y gratuita de sus bandas.
Más razones sobre cese de Fabchannel:  (www.fabchannel.com)

## Premios
- Spin Award: Winner Best Dutch Website Concept of 2003[1]
- EuroPrix.nl: Overall Winner Best Dutch E-Content Production 2005[1]
- Prix Europa: Winner Best European Website 2005[1]
- Webby Awards: Winner Best Music Website 2006[1]
- Musikexpress Style Award: Winner Best Media 2007[1]
- W3 Silver Award: Winner 2007[1]